# Iheyaspira
Iheyaspira là một chi ốc biển, là động vật thân mềm chân bụng sống ở biển trong họ Trochidae, họ ốc đụn.

## Các loài
Các loài trong chi Iheyaspira gồm có:
- Iheyaspira bathycodon Nye, Copley, Linse & Plouviez, 2013
- Iheyaspira lequios Okutani, Sasaki & Tsuchida, 2000[2]